# East Harling
East Harling – wieś w Anglii, w hrabstwie Norfolk, w dystrykcie Breckland. Leży 33 km na południowy zachód od Norwich i 127 km na północny wschód od Londynu.